# Staurogyne setisepala
Staurogyne setisepala är en akantusväxtart som beskrevs av C. B. Cl. och Spencer Le Marchant Moore. Staurogyne setisepala ingår i släktet Staurogyne och familjen akantusväxter. Inga underarter finns listade i Catalogue of Life.